# Чотові скелі
Чо́тові ске́лі (також Чо́ртові або Чатові) — група скель, а також пагорб і пам'ятка природи місцевого значення. Розташовані біля південної околиці села Лисиничі (Пустомитівський район, Львівська область), між містами Львовом та Винниками, в межах Винниківського лісопарку. Уся скельна група дуже мальовнича і через легкодоступність та близькість до Львова є улюбленим місцем відпочинку львів'ян. 
До скель можна піднятися з села Лисиничі або з автодороги Львів — Винники (від зупинки «Винниківське озеро», бл. 2 км). Головне йти весь час догори, а лісові стежки виведуть до скелі. Можна йти і залізницею, полотно якої тягнеться до дріжджового заводу, а його залишки — аж до мосту біля Винниківського озера. До Другої світової війни цією залізницею можна було проїхати через Винники, Перемишляни, Дунаїв, Підгайці до Заліщиків.

## Назва
Частіше Чотові скелі (або Чотову скелю) називають Чортовими скелями. Навіть з'явилася легенда про те, як чорт ніс цю скелю, щоб знищити християнський храм у Львові. Але чимало істориків погоджується, що скелі насправді називаються Чотовими. Назва, очевидно, пов'язана зі словом чоти (чати, чатувати, стояти на чатах), і свідчить про давнє призначення скель як сторожового поста на східних підступах до Львова. 

## Природа
Висота 414 м над р. м. Належить до ландшафту Давидівського пасма.  Є найвищою вершиною в околицях Львова. Максимальна висота скель — до 20 м. Плосковершинний ерозійний останець гори увінчаний оригінальними (химерними) формами вивітрювання  пісковиків верхньої частини баденського регіоярусу (середній міоцен, кайзервальдські верстви, 14 млн p.). У карбонатних пісковиках різної щільності чітко виражена скісна шаруватість. Типовий приклад ерозійних останців. На схилах гори трапляються суфозійні карстові лійки та зсуви. Гори є об’єктом туристичного відпочинку та тренувань з техніки скелелазіння. Чортові скелі колись були більшими та вищими. Але протягом останніх століть звідси видобували каміння для будівництва та мощення доріг. Центральна скеля, що розташована на самій вершині пагорба, невисока, при своєму підніжжі має невеликий грот (очевидно рукотворний). Деякі інші скелі використовуються альпіністами для тренувань.

## Археологія
Львівська обласна експедиція Інституту українознавства імені Івана Крип'якевича НАН України у 1973 році відкрила та обстежила багато пам'яток. Найзначніші роботи проведені на пункті Львів VII в урочищі Чортова (Чатова) скеля у межах навісу Романа і майданчика перед ним. У верхньому горизонті зафіксовані матеріали XVIII—XX століть, а також фрагменти посуду доби раннього заліза (скіфський період) та численні кістки тварин, зокрема одомашнених. У горизонті II на глибинах від 50—65 см до 135—140 см виявлені рештки тільки диких тварин (оленя благородного і північного, лисиці, борсука, птахів тощо) і крем'яні вироби, скребки та ножі. Датування за С14 цих знахідок — 8 500 років від наших днів. У горизонті III (від 135—140 до 200—205 см від поверхні) знайдені рештки мамонта, північного оленя, птахів, інших тварин, а з крем'яних виробів — скребки, різці та ножі (13 500 років тому). У горизонті IV виявлені кістки мамонта, північного оленя, первісного коня та інших тварин, а з кам'яних і кістяних виробів — скребло, ножі та проколки. Комплекс датований пізнім палеолітом (27 200 років тому). 
На думку археологів, під скелею було найдавніше поселення на території Львова — мисливський табір. Він існував раніше, ніж Кирилівська стоянка у Києві (19 тисяч років тому) та поселення на вулиці Спажистій у Кракові (25 тисяч років тому). Давні мисливці полювали на території нинішнього Львова на мамонтів, печерних ведмедів та левів. У верхніх відкладах у навісі Львів VII виявлено також рештки матеріальної культури часів короля Данила та його сина Лева.

## Історія

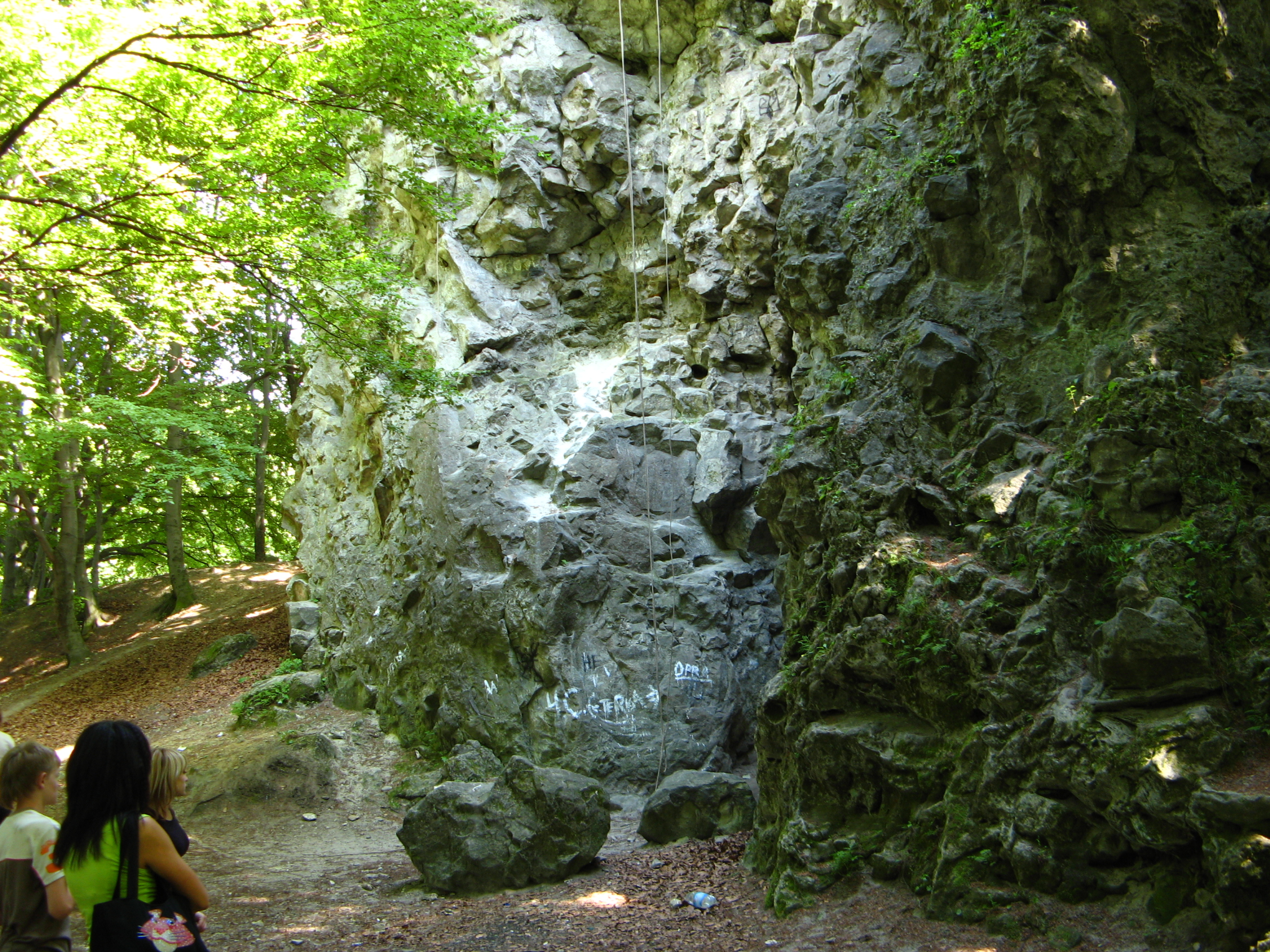
При підніжжі однієї зі скель

На території Чотової скелі археологи знайшли залишки культури часів короля Данила. Хоча назва скелі «Чортова» — сучасна. Раніше скелю називали «Чатова», тому що місцеві мешканці з неї чатували за підходом татар. Привертають увагу історичні події, пов'язані зі скелею: Високий Замок, Лиса гора, а також Чортова (Чатова) скеля були спостережними пунктами, на яких перебували княжі чати, що стерегли підступи до давнього Львова. Поширена в Галичині легенда про «чортівські назви» не оминула й скелі. У середині XIX століття дослідник історії Галицько-Волинського князівства Ізидор Шараневич стверджував, що первісний Львів повинен був лежати на Чотовій скелі, бо це найвище місце, звідки можна було побачити сяйво палаючого Холма в 1256 році. Цю сенсаційну гіпотезу Шараневича не підтримали сучасники. Однак нещодавні археологічні розкопки, проведені на території Чотової скелі фахівцями Інституту українознавства імені І. Крип'якевича НАН України, відкрили найдавніший мисливський табір-поселення на теренах сучасного Львова, знайшли залишки матеріальної культури часів короля Данила. Тепер, у зв'язку з виявленням давньосередньовічної кераміки, варто повернутися до такого припущення. 

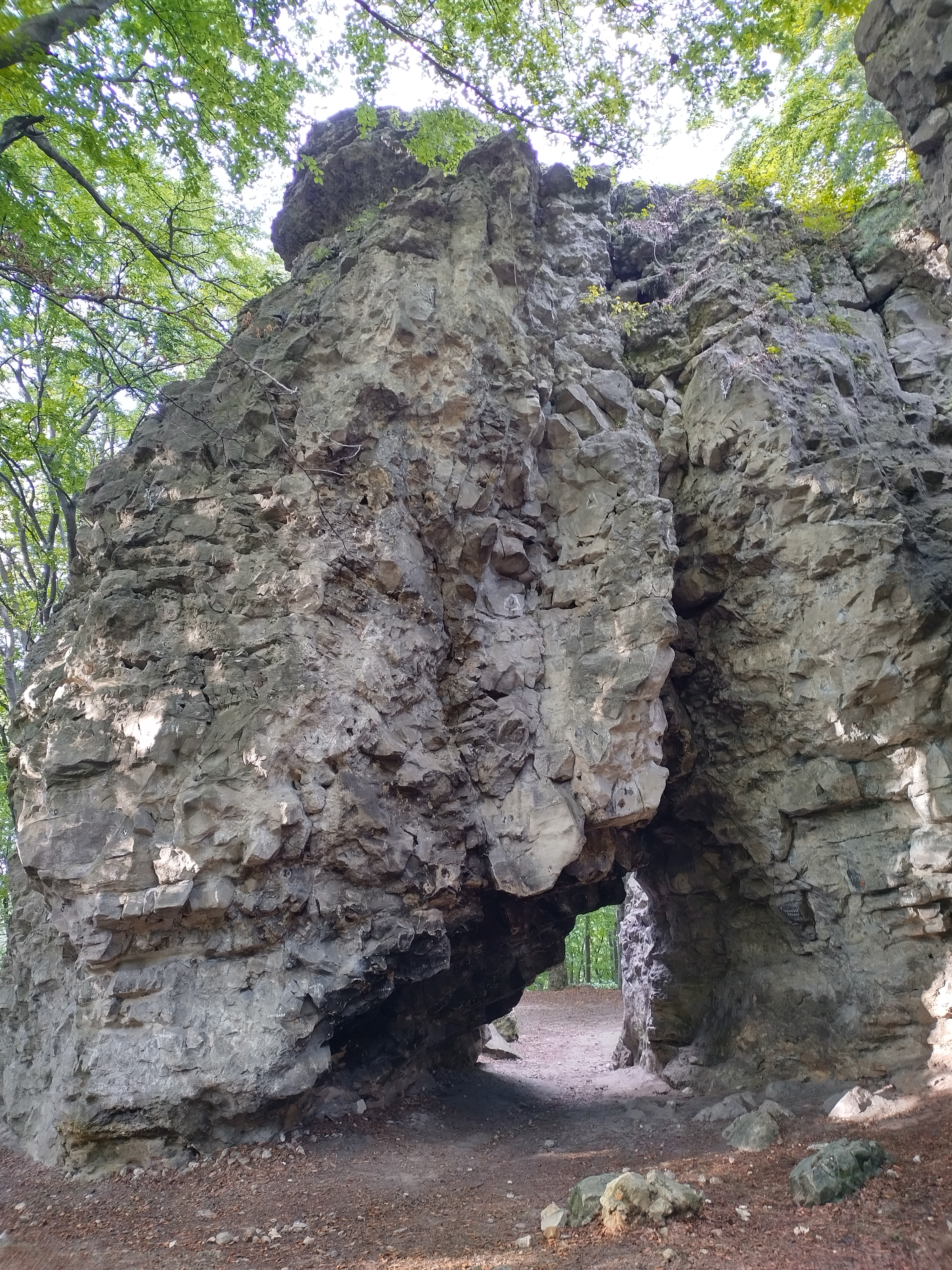
Скеля Винники

Львівський історик Людвік Зелінський у XIX столітті, досліджуючи територію Чотових скель, у журналі «Львовянин» писав про знайдені там руїни поганського замку, побудованого у VIII столітті. У XVII столітті львівська монахиня, а в кінці XVIII століття якась міщанка Гертруда, розповіли, що вони особисто бачили на скелі руїни стародавніх мурів і замку (залишки валів можна побачити біля скель також нині). 
У народі щодо цього є кілька переказів. Один із них — на скелі був замок якогось боярина Ігоря, названий Орлиним. Може, саме тому одна із скель, найвища, має назву «Орлине гніздо». За часів Австрії скелю перетворили на каменоломню. Цікаву властивість приписують винниківці скелі, вважаючи, що вона береже місто від граду та бурі. Однак як тільки хмари закриють верхівку дерев,— значить до тривалої негоди. «Закурив чорт файку»,— жартують винниківці. Старожили стверджують, що у час війни німці хотіли підірвати скелю і прокласти пряму дорогу до Львова, однак геодезисти дослідили, що глибоко під скелею є підземне озеро, і тільки це врятувало її від знищення. Чотова скеля й ліс були власністю родини Сапоровських, які подарували їх львівським монашкам-бенедиктинкам. Одна монахиня з кінця XVII століття оповідала, що бачила тут залишки мурів і звалища якогось замку,— вістка не дуже певна. Звалища скель займали колись значно ширший простір, ніж тепер, пізніше їх винищено на каміння. Від першої половини XIX століття Чотова скеля притягала до себе численні прогулянки зі Львова. Тоді оспівувано її в поезіях та складано про неї фантастичні епопеї — про князя Ігоря, що тут мав свій замок, воював з братом Володарем і хотів відібрати йому жінку Аделю; про Бонна й Вудиславу і подібні. 
Чотовою скелею опікувалася пильно ігуменя конвенту бенедиктинок Йосифа Кун. Вона провела на скалу східці з поруччям, а на верху виставила альтану з гострим дахом і верандою. Цю будову називала святинею Аполлона або Муз. Сама ігуменя описала Чотову скелю й околиці міста у збірці віршів «Lembergs schotie Umgebungen» («Гарні околиці Львова», 1834). Йосифу Кун австрійська влада підозрювали в участі у революційних гуртках і вивезли зі Львова до Стирії.
У другій половині XIX століття, у 1881 році (за іншими даними — 1904—1906 рр.), монашки збудували під скелею монастир, де мешкали влітку, а згодом добудували костел. Цікаво, що у краєзнавчих джерелах є згадка про перший монастир, збудований 1595 року сестрами Шариповськими з Коломиї, які поміняли свої землі у Коломиї на Чотову скелю і Лисиничі. 
У часи воєн Чортова (Чатова) скеля ставала справді Чатовою, бо біля її підніжжя не раз відбувалися битви: з турками — 1672 року, з татарами — 1695 року, з більшовиками — 1920 року.
Восени 1648 року визвольна козацько-селянська армія під проводом Богдана Хмельницького підійшла до Львова. Основні її загони були біля Чотової скелі. Сам гетьман з її вершини дивився на Львів і спостерігав розташування свого табору між селами Лисиничі й Кривчиці, від чого в народі це урочище й досі називають Таборами. У 1655 році біля Чотової скелі знову проходили українсько-московські війська під час другої облоги Львова. 

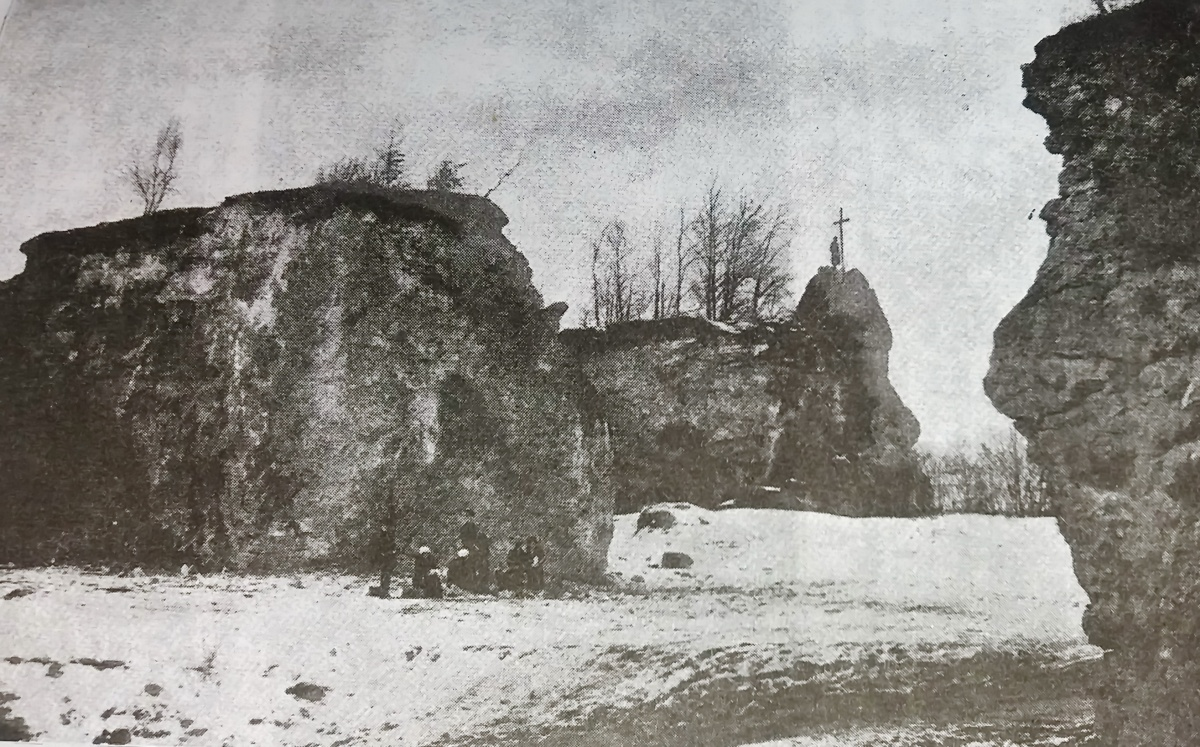
Чортова Скеля. Фото Ч. Павловського з подорожі Академічного Клубу Туристичного. «Путівник по Ґаліції» 1914 р.

У 1672 році з турецько-татарською навалою на Львів частина селян навколишніх сіл і деякі передміщани переховувалися зі своїми сім'ями та майном у лісах біля Чотової скелі. Під час останньої навали татар на Львів у 1695 році кілька ночей на Чотовій скелі за дорученням захисників міста розвідник спостерігав за пересуванням татарських орд, пильно стежив, звідки буде їхній наступ на львівську фортецю.  
Після проголошення ЗУНР з кінця листопада 1918 року на території Лисиничів точилися бої за Львів між УГА та польською армією. Коли у листопаді 1918 року галицьке українське військо залишило Львів, Чотова скеля ще кілька місяців перебувала в руках УГА. В околицях скелі воювали взимку 1918—1919 років частини групи «Схід», відтоді, напевно, залишились окопи, що прорізали ліс. А на самій скелі перебував спостережний пункт для коригування артилерійського вогню.

## Культура
З кінця XVIII століття до Лисиничів на Чотову скелю почали поступово приїжджати на відпочинок городяни Львова, а на початку і в середині XIX століття скеля стала улюбленим місцем багатьох львів'ян. Горою стали цікавитися історики, краєзнавці, туристи. Приблизно тоді ж на одній зі скель був облаштований оглядовий майданчик (зберігся донині) з альтанкою, звідки відкривались чудові краєвиди на Надбужанську котловину. 
У XIX та на початку XX століття на Чотовій скелі бували діячі культури і науки: відомі галицькі просвітителі, учасники «Руської Трійці» Маркіян Шашкевич, Іван Вагилевич, Яків Головацький, художники Корнило Устиянович, Артур Ґроттґер, письменники Іван Франко, Михайло Павлик, Марія Конопницька, Наталія Кобринська, Василь Стефаник, історики Денис Зубрицький, Ізидор Шараневич, Юліан Целевич. Часто відпочивали біля підніжжя скелі художники Олекса Новаківський, Іван Труш, Осип Курилас, Олена Кульчицька, композитори Анатоль Вахнянин, Філарет Колесса, співачка Соломія Крушельницька, етнографи Володимир Гнатюк, Володимир Шухевич та багато інших. 
Із Чортовою скелею пов'язана історія побудови першого пам'ятника Тарасові Шевченку на західноукраїнських землях. На початку XX століття селяни Лисиничів вирішили спорудити пам'ятник Кобзареві. Кошти було зібрано за допомогою добровільних пожертвувань місцевих жителів. Згідно з проектом, пам'ятник складався зі скелі у вигляді піраміди. Виникла потреба в каміннях. Жителі вирішили звести каміння з Чотової гори. Закипіла робота. Вечорами селяни нарубали багато кам'яних брил і возами дорогою, званою кляшторною, завезли в село. Із цього каміння було виготовлено пам'ятник Кобзареві. 13 вересня 1911 року, до 50-ліття від дня смерті поета, в урочистій обстановці був відкритий пам'ятник Тарасу Шевченкові в селі Лисиничах. Шматочок скелі волею трудового селянства перетворився на пам'ятник народному поетові. 

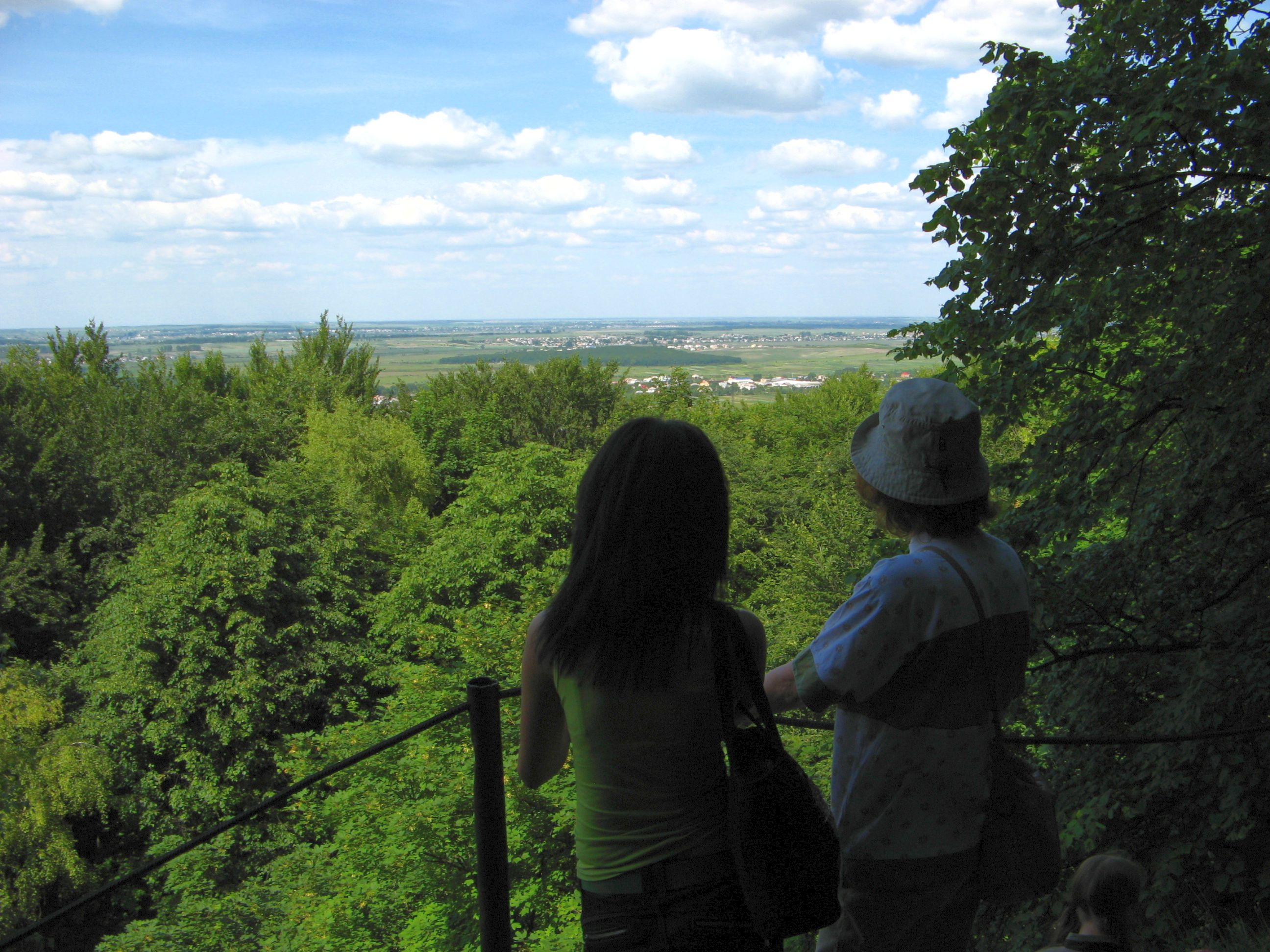
Вигляд з оглядового майданчика на Надбужанську котловину

## Легенди
За переказами, чорти розсипали великі камені, і один з них впав у Винниківському лісі, один біля села Пеняків, ще один біля Підкаменя. Тому скелю у лісі Жупан і назвали у народі Чортовою (Чортівською). 
Друга легенда розповідає, що колись чорти заповзялися знищити собор Святого Юра. А ви, певно, знаєте, що нечиста сила має міць до першої ночі, бо вже як о першій півні заспівають, то чортівня відразу слабне. Ото вони зібралися й вирішили на собор кинути цілу скелю. За Винниками якраз така скеля стояла, і чорти дійшли думки, що вона б цілком могла розчавити собор. Вибрали вони таку ніч, коли зірок на небі майже не було, обхопили ту скелю руками і знялись у повітря. Та не пролетіли й сотні кроків, як мусили спуститися на землю і в долоні поплювати. Клята скеля була така важезна, що обривала руки. Так вони то летіли, то віддихувалися, аж от коли були напівдорозі між Винниками і Львовом, півні заспівали, а на Ратуші бамкнув дзиґар. Враз уся сила, яка в чортів була, змаліла, скеля вислизнула з рук і гупнула серед лісу на пагорбі.
Там вона і досі стоїть. А коли уважно придивитися, то можна помітити сліди чортячих пазурів. 
Третя легенда ще цікавіша. Ніхто не знав, звідки прилетів дракон, що оселився піді Львовом на Чортових скелях. В погідну днину вигрівав своє могутнє тіло на скелях, ліниво мружачи дрімливі очі. Коли надходив вечір і тіні високих сосен лягали на землю, дракон оживав — спочатку з хрумкотом потягувався, розправляючи могутні лапи, далі шкробав гострими кігтями по камінню, аж іскри летіли, а вкінці розривав повітря голосним гарчанням. Від його рику стрясалися дерева, гуркотіло каміння, аж луна котилася і страхом напоювала місто. Був час, коли дракон убивав для самої лише розваги. Годі було потрапити зі Львова до Винник, бо страховище чаїлося в лісі на пагорбах і тільки й чекало на необачного подорожнього. 
Та от урешті уклали львів'яни зі змієм таку угоду, що будуть йому приганяти худобу на поживу. А крім того, щомісяця молоду панну приводити. Того чорного дня всі дівчата вкладали до шапки папірчики зі своїми іменами, а посланці з шапкою ішли до самої драконячої печери й ставили шапку перед чудовиськом. Змій якусь хвилю обнюхував папірці, а тоді як дмухне — всі вони, мов пелюстки, вгору злітали. Лише один папірчик залишався. Посланці поверталися назад, несучи в шапці для когось горе, а для міста спасіння. 
І так тривало понад рік, аж поки не випала черга на доньку коваля Ярину. Звістку їй принесли якраз у переддень шлюбу. Родина вся залилася слізьми, та що мали робити – мусили споряджати ковалівну на смерть таки того вечора. 
Її наречений був мисливцем і відчайдухом таким, що не раз з самою лише рогатиною йшов на ведмедя. Але дракон — не ведмідь. Може б його вдалося забити, але ж він не підпустить до себе, змете гарячим полум'ям.
| — Знаєте що, — сказав мисливець до коваля: — Я піду замість Ярини. — Що ти говориш? — здивувався той. — Дракон чекає панну. Тобою він не вдовольниться. — Він і дістане панну,— усміхнувся мисливець. — Я буду тією панною. |
І по тих словах парубок хутенько зголив собі вуса, натер щоки буряком, вбрався в Яринину шлюбну сукню — чим не панна? От тільки на голову ще лляного прядива накласти й віночок вчепити. 
| — Боже мій! – жахнувся посланець, який мав відпровадити офіру до змія. — Та ж дракон усіх тоді заб'є, коли викриє обман! — Не вспіє викрити,— сказав юнак. — Ходімо. |
І пішли вони удвох з посланцем до Чортових скель. Посланець усю дорогу трусився й молитви шепотів, а мисливець стискав меча, захованого в складках широкої сукні. Дракон уже чекав. Ані тіні підозри не мигнуло в його очах. Бачив перед собою струнку вродливу панну з буйним хвилястим волоссям, котре падало на дещо заширокі плечі. Посланець уклонився і поспішив покинути жахливу місцину, а юнак сміливо рушив до змія. Той лежав собі, ліниво муркочучи під ніс, і жер жадібним поглядом улюблений смаколик. Зараз він насолодиться ніжним дівочим м'ясцем. З цією п'янливою думкою дракон підвів голову з лап і пащеку розкрив. Але що це?! Раптом панна зробила різкий рух і в повітрі зблиснув гострий меч. На мить дракон закляк від несподіванки. У його не надто розумній голові виникла підозра, що панна не може володіти такою силою, щоб вимахувати двосічним мечем, як веретеном. Але це була його остання думка, бо в наступну мить з розсіченої драконової шиї бухнула чорна паруюча кров і, мов смола, заклекотіла по камінні. Ще один удар — і голова змія покотилася до підніжжя скель. 
Так ото настав кінець лютому драконові. Голову його забрав зі собою хоробрий мисливець, а тіло розшарпали лісові звірі та птахи. Але ще й досі можна побачити на скелях сліди драконових пазурів. 
Четверта легенда про ключ від скарбу під Чортовою скелею. Довго полювала міська сторожа на розбійника Федька Чугая, та врешті-решт схопили і заточили до тортурні. Кат впродовж кількох днів намагався вибити з в'язня бодай щось про його товаришів та їхні криївки, але все намарне. 
Лежачи змордований без клаптика живого місця на тілі, Федько марив про своїх друзів і про те, як вони на прудких конях увірвуться на Ринок і врятують його від страти.
Аж ось нарешті надійшов його останній день. Раннім ранком вивели Федька з катівні. Мав на шиї зашморг, кінець якого тримав у руці кат. Сторожа, озброєна галябардами і флінтами, оточила їх з усіх боків. 
Шибениця вже чекала під Ратушею. Федько кидав довкола неспокійними очима, намагаючись упізнати своїх кумплів у юрбі цікавих. Не міг він знати, що частина його розбійницького загону загинула день перед тим під час облави, а решта розпорошилася і рятувалася на віддалених хуторах. Коли врешті збагнув, що порятунку не буде, зі смутком і байдужістю пропустив повз вуха вирок смерті. Так само механічно поцілував хреста священикові й висповідався. І тільки зійшовши за катом на драбину, мовби знову на світ народився. Поглянув на тлум людей і гукнув: 
| — Гей, люди! Біля Чортової скелі під смерекою закопав я золоті і срібні гроші! Сховані вони в залізній скрині, а ото ключ від неї. |
Із тими словами скинув з шиї металевого хреста і простягнув на руці. Кат щойно зараз помітив, що хрест має зазубрини, такі, як у ключі. Аж очі йому на лоба полізли, що раніше про те не здогадався, бо був би зі шкіри виліз, а видобув би з Федька його скарб. Але ніхто з юрби не рушив з місця за тим ключем, і тоді кат простяг було руку за ним, але Федько змахнув правицею і ключ полетів людям під ноги. Може б хтось і підняв, але в одну мить невідь звідки об'явився чорний пес, схопив ключа до писка і, заки хто-небудь отямився, зник безслідно. 
П'ята легенда. У 1648 році в околицях села Лисиничі був розташований табір військ Богдана Хмельницького. На Чатових скелях (як вони тоді називалися) був сторожовий пункт, з якого було видно всі околиці. Козаки захопили його без особливих зусиль і утримували навіть тоді, коли основні війська Богдана Хмельницького змушені були відступити від Львова через зраду кримськотатарського хана. Польські війська все-таки здобули цей важливий стратегічний пункт на підступах до Львова, але ціною дуже великих втрат. Хтось із них сказав тоді, що це справжні Чортові скелі, а не Чатові. Так ця назва і закріпилася за скелями. Сучасні любителі перейменувань хочуть повернути скелям колишню назву «Чатові», бо назву «Чортові», мовляв, дали поляки. Все так. Тільки чому дали таку назву? Та тому, що козаки їх затято боронили, тобто в назві відображено героїзм козацьких військ.